# Guy Laroque
Guy Laroque, né le 24 juin 1946, est un économiste français. 
Son travail porte sur de nombreux domaines, et plus particulièrement l'économétrie, l'économie du travail, la théorie monétaire et la fiscalité. 

## Biographie

### Jeunesse et études
Il est un ancien élève de l'École polytechnique (promotion 1965). Il est ensuite admis à l'École nationale de la statistique et de l'administration économique (promo 1970). Il obtient un DES de science économique à l'université Panthéon-Sorbonne en 1971, ainsi qu'un DEA de mathématiques appliquées à l'économie, à l'université Paris-Sorbonne, la même année. 

### Parcours professionnel
Il commence sa carrière comme administrateur de l'Insee. Il est professeur-assistant à l'ENSAE de 1970 à 1973. Il est visiting research fellow à l'université Harvard entre 1975 et 1976.
En 1976, il devient membre d'une unité de recherche de l'INSEE, puis doyen du département d'économie de l'ENSAE en 1979. Il conserve ce poste jusqu'en 1982. Il est maître de conférences  à Polytechnique à partir de 1984, et ce jusqu'en 1992.
Il est visiting professor à l'université de New York et à l'université de Princeton entre 1985 et 1986. Il dirige le département de la recherche de l'INSEE entre 1994 et 1996. Il devient professeur à Polytechnique en 1992, et continue d'y enseigner jusqu'en 2004.
Il est ensuite directeur du laboratoire de macroéconomie du CREST-Insee à partir de 2001. En 2006, il est nommé professeur à University College London. Il est professeur émérite à l'Institut d'études politiques de Paris. 
Il a publié un très grand nombre d'articles dans des revues scientifiques de premier plan et a notamment été éditeur de la revue Econometrica de 1992 à 1996.  
Il a présidé la société d'économétrie en 2002 et est un membre honoraire de l'American Academy of Arts and Sciences depuis 2004.